# Крис Сарандон
Крис Сарандон (енгл. Chris Sarandon; Бекли, Западна Вирџинија, 24. јул 1942) амерички је глумац. Најпознатији је по улози вампира Џерија Дандриџа у филму Ноћ страве (1985), принца Хампердинка у Принцези невести (1987), детектива Мајка Нориса у Дечијим играма (1988) и Џека Скелингтона у Ноћној мори пре Божића (1993). За улогу Леона Шермера у филму Пасје поподне (1975) био је номинован за Златни глобус и Оскара за најбољег споредног глумца.

## Биографија
Рођен је у Беклију, Западна Вирџинија. Отац, Крис, му је пореклом из Турске и првобитно се презивао „Сарондонедес”, док му је мајка, Клифи, грчког порекла. Завршио је средњу школу „Вудро Вилсон” у Беклију. Дипломирао је на Универзитету у Западној Вирџинији. Звање мастера театра стекао је на Католичком универзитету Америке у Вашингтону.
Дванаест година је био у браку са познатом глумицом Сузан Сарандон, од које се развео 1979. Наредне године се оженио моделом, Лисом Ен Купер, са којом има троје деце, две ћерке и једног сина. Од Куперове се развео 1989, да би се 1994. оженио још једном глумицом, Џоаном Глисон. Тренутно живи у Ферфилду.

## Филмографија
| Улоге Криса Сарандона |                                          |               |                                 | |
| Година                | Српски назив                             | Изворни назив | Улога                           | Напомена |
| 1969—1973.            | Усмеравајуће светло                      |               | др Том Халверсон                | ТВ серија |
| 1975.                 | Пасје поподне                            |               | Леон Шермер                     | номинација за Оскара за најбољег споредног глумца номинација за Златни глобус за најперспективнијег глумца номинација за Награду Удружења њујоршких филмских критичара за најбољег споредног глумца |
| 1979.                 | Куба (филм)                              |               | Хуан Пулидо                     | |
| 1980.                 | Дан када је Христ умро                   |               | Исус Христ                      | |
| 1980.                 | Прича о два града                        |               | Сидни Картон Чарлс Дарни        | |
| 1983.                 | Остерманов викенд                        |               | Џозеф Кардон                    | |
| 1985.                 | Ноћ страве                               |               | Џери Дендриџ                    | номинација за Награда Сатурн за најбољег главног глумца |
| 1987.                 | Принцеза невеста                         |               | Принц Хампердинк                | |
| 1988.                 | Дечије игре                              |               | детектив Мајк Норис             | |
| 1988.                 | Ноћ страве 2                             |               | Џери Дендриџ                    | архивски снимци |
| 1991.                 | Васкрсли                                 |               | Џозеф Карвен Чарлс Декстер Ворд | |
| 1993.                 | Ноћна мора пре Божића                    |               | Џек Скелингтон                  | глас |
| 1994.                 | Звездане стазе: Дубоки свемир 9          |               | Маркус Мазур                    | |
| 1998.                 | Адвокатура                               |               | др Џефри Винслоу                | ТВ серија |
| 1998.                 | Чикаго хоуп                              |               | др Гордон Мејс                  | ТВ серија |
| 2000—2002.            | Ургентни центар                          |               | др Бурк                         | ТВ серија |
| 2000—2004.            | Ред и закон                              |               | Хауард Пинчам                   | ТВ серија |
| 2003.                 | Трнавчевићи у дивљини                    |               | Мика                            | глас, ТВ серија |
| 2003.                 | Чари                                     |               | некромансер Арманд              | ТВ серија |
| 2004.                 | Злочини из прошлости                     |               | Адам Кларк                      | ТВ серија |
| 2005.                 | Наусикаја из Долине ветрова              |               | Куротова                        | глас |
| 2006.                 | Ред и закон: Одељење за специјалне жртве |               | Визли Мејсонер                  | ТВ серија |
| 2010.                 | Добра жена                               |               | судија Хауард Мачик             | ТВ серија |
| 2011.                 | Ноћ страве                               |               | Џеј Ди                          | камео улога |
| 2013.                 | Дечије игре 6: Чакијево проклетство      |               | детектив Мајк Норис             | архивски снимци |
| 2015.                 | Узвраћам осмех                           |               | Роџер                           | |
| 2016.                 | Наранџаста је нова црна                  |               | Кип Карниган                    | |
| 2017.                 | Млади мутанти нинџа корњаче              |               | Гроф Дракула                    | глас, ТВ серија |
| 2021.                 | Чаки                                     |               | детектив Мајк Норис             | ТВ серија |